# Safura Alizadeh
Pour les articles homonymes, voir Alizadeh.
Safura Alizadeh (Səfurə Əlizadə en azéri), ou simplement Safura, est une chanteuse et saxophoniste azérie née à Bakou le 20 septembre 1992.

## Biographie
Safura Alizadeh est née d'un père peintre professionnel et d'une mère violoniste et styliste. Safura a commencé à chanter quand elle était très jeune et a fait ses premières apparitions sur scène à l'âge de 12 ans. Au cours de sa carrière, elle a chanté dans des groupes d'enfants et de Sharg Ulduzlari Bulbullar. Elle a pris des leçons de Piano à l'École de musique de Bakou, mais a aussi plus tard appris à jouer du piano et du saxophone. Elle est devenue le vainqueur du concours national de Yeni Ulduz (saison 8). Depuis ses huit-ans,Safura a étudié à l'école 13 à Bakou. Son auteur préféré est Anna Gavalda, et son livre préféré est "L'échapée belle". Safura exprimé le souhait de voir Lena Meyer-Landrut dans un de ses clips. Elle a été félicitée par Farhad Badalbeyli, qui l'a décrit comme "Spécial".

## Eurovision 2010
Le 2 mars 2010, Safura a remporté la finale nationale azerbaïdjanaise et a représenté l'Azerbaïdjan à l'Eurovision Song Contest 2010, qui s'est tenue à Oslo, Norvège. Safura interprétait son premier single Drip Drop lors du concours, écrit par Anders Bagge, Stefan Örn et Sandra Bjurman. Peu de temps après, elle s'est produite en concert en Ukraine où elle a eu droit à un énorme succès. Le clip de son single Drip Drop a été réalisé par un célèbre réalisateur Rupert Wainwright, et chorégraphié par Jaquet Knight, qui a travaillé avec Beyoncé et Britney Spears. Knight a également conçu la chorégraphie du stade de l'exécution de Safura à Oslo. 

## Aujourd'hui
Safura vient de sortir son premier album intitulé It's My War, qui est en vente dans toute l'Europe depuis le 12 juin 2010.